# Остапенко, Лариса Ивановна
Лариса Ивановна Остапенко (1 января 1935 года, Борисполь — 17 августа 2010 года, Киев) — украинская советская певица (меццо-сопрано). Народная артистка УССР (1982). Жена композитора Александра Билаша.

## Биография
Лариса Ивановна Остапенко родилась 1 января 1935 года в Борисполе Киевской области.
С 1953 по 1958 года училась в Киевской консерватории (ныне Национальная музыкальная академия Украины имени П. И. Чайковского), после этого, с 1959 по 1962 года училась в аспирантуре при консерватории в классе профессора М.Снагы-Паторжинской.
По окончании учебы, с 1958 по 1959 год работала солисткой (меццо-сопрано) Оперной студии при Киевской консерватории. В 1965—1995 годах работала в Киевской филармонии.
С 1995 года — доцент кафедры сольного пения Национальной музыкальной академии Украины имени П. И. Чайковского.
В концертных программах исполняла произведения В. Косенко, Ю. Мейтуса. А. Билаша, М. Мусоргского, П. Чайковского, М. Лысенко и др. Выступала на сценах Канады, Польши, России. Несколько раз записывалась на радио, на грампластинки.
Среди учеников Ларисы Ивановны Остапенко по консерватории — музыканты Т. Гавриленко, Т. Лебединцева, Л. Дубовик, В. Войналович, Г. Шишкина, Н. Левина.
Лариса Ивановна Остапенко скончалась 17 августа 2010 года в Киеве в возрасте 75 лет.

## Награды и звания
- Орден Трудового Красного Знамени (1991)[2]
- Народная артистка Украинской ССР (1982)
- Лауреат конкурса вокалистов им. М. Мусоргского (Москва, 1964)